# William James Linton
Pour les articles homonymes, voir Linton.
William James Linton, né le 7 décembre 1812 dans le quartier de Mile End à Londres en Angleterre et mort le 29 décembre 1897, est un graveur, illustrateur et écrivain britannique, botaniste amateur, activiste et réformateur politique. Il vit la deuxième partie de sa vie aux États-Unis.
Il est le frère aîné du graveur sur bois Henry Duff Linton.

## Biographie
Né à Mile End (Londres), dans une famille appartenant à la classe moyenne, il entre à l'âge de quinze ans comme apprenti dans l'atelier du graveur sur bois George Wilmot Bonner (en). Il collabore en 1833 à la Pictorial Illustrations of the Bible, interprétant des compositions de John Martin et Richard Westall, avec son ami le graveur William Henry Powis (en) (1808–1836). Après la mort prématurée de ce dernier, il entre au service du graveur John Thompson (1785-1866). En 1842, il s'associe à l'entreprise de gravures de John Orrin Smith (1799-1843), important fournisseur de The Illustrated London News ; l'année suivante, après la mort de Smith, il se retrouve à la tête de l'entreprise de ce dernier.
Au début des années 1840, Linton devient un activiste, sensible aux idées républicaines qui gagnent du terrain sur le continent européen, et qu'il souhaite défendre. Chartiste, il noue des contacts avec des révolutionnaires nationalistes irlandais et italiens et des républicains français. Il se lie d'amitié avec Giuseppe Mazzini ; le 28 avril 1847, il crée, avec lui, la People's International League, la première association populaire anglaise à s'occuper d'affaires étrangères après l'annexion d'une partie de la Pologne par l'Autriche. Son premier voyage à Paris remonte à octobre 1845 : il noue un partenariat avec Auguste Logerot, éditeur de Paris illustré et ses fortifications afin de récupérer des matrices, destinées à l'hebdomadaire Illuminated Magazine, fondé en 1843, qui fait faillite dans la foulée. En mars 1848, il est de nouveau à Paris, accompagnant Mazzini et des délégués italiens, afin de rencontrer le gouvernement provisoire français pour obtenir de l'aide. En juin, face à la répression dans Paris, il retourne à Londres, où il est désormais vu comme un « agitateur rouge » ; il lance le 15 juillet un hebdomadaire,  The Cause of the People (inspiré de La Cause du peuple de George Sand), imprimé sur l'Île de Man. The Illustrated London News cesse de lui commander des gravures.
En 1849, après la liquidation de son entreprise de gravure, il s'installe dans le Lake District à Brantwood, dans un domaine qu'il revendra plus tard à John Ruskin. Il vit là avec ses sept enfants, éduqués de manière libérale, suivant les préceptes rousseauistes. Il y accueille un certain nombre de réfugiés politiques européens, victimes de la réaction, après le Printemps des peuples. En 1850, avec George Henry Lewes et l'éditeur Thornton Leigh Hunt (en), il lance un organe républicain The Leader, qu'il juge trop mou. En réponse, en 1851, il lance un périodique plus radical, The English Republic, imprimé à Brantwood, après avoir alimenté en écrits et gravure l'éphémère The Red Republican, fondé par le socialiste anglais George Julian Harney. Il est en pratique l'unique rédacteur, les ventes sont décevantes et The English Republic s'arrête en 1855. En 1854, il y fonde sa première private press, assisté entre autres par William Luson Thomas. En février 1855, il lance Pen and Pencil, an illustrated family newspaper, un hebdomadaire illustré qu'il finance grâce à l'aide d'Edmond Morin, un peintre et graveur sur bois français, avec lequel Henry Duff Linton, le frère de William, avait travaillé durant son exil à Londres après le coup d'État de Louis-Napoléon Bonaparte.
Son épouse, Emily Wade, meurt en décembre 1856 ; il quitte alors Brantwood, revient sur Londres, contracte avec Eliza lynn un second mariage, et peine à trouver des ressources financières.
En 1866, après avoir vendu Brantwood, auparavant loué au poète Gerald Massey, il choisit d'émigrer aux États-Unis. Il s'installe à Appledore, Hamden (Connecticut). Il y fonde une presse privée, qu'il dirige avec ses enfants. C'est à Hamden qu'il écrit et publie une dizaine d'essais, ainsi que ses souvenirs, et où il meurt le 29 décembre 1897.

## Œuvre

### Botanique
William James Linton étudia les ptéridophytes en Angleterre.

### Écrits
- Practical Hints on Wood-Engraving (1879).
- James Watson, a Memoir of Chartist Times (1879).
- A History of Wood-Engraving in America (1882).
- Wood-Engraving, a Manual of Instruction (1884).
- The Masters of Wood-Engraving, for which he made two journeys to England (Chiswick Press, 1889).
- The Life of Whittier (1893).
- Memories, an autobiography (1895).

### Gravure sur bois

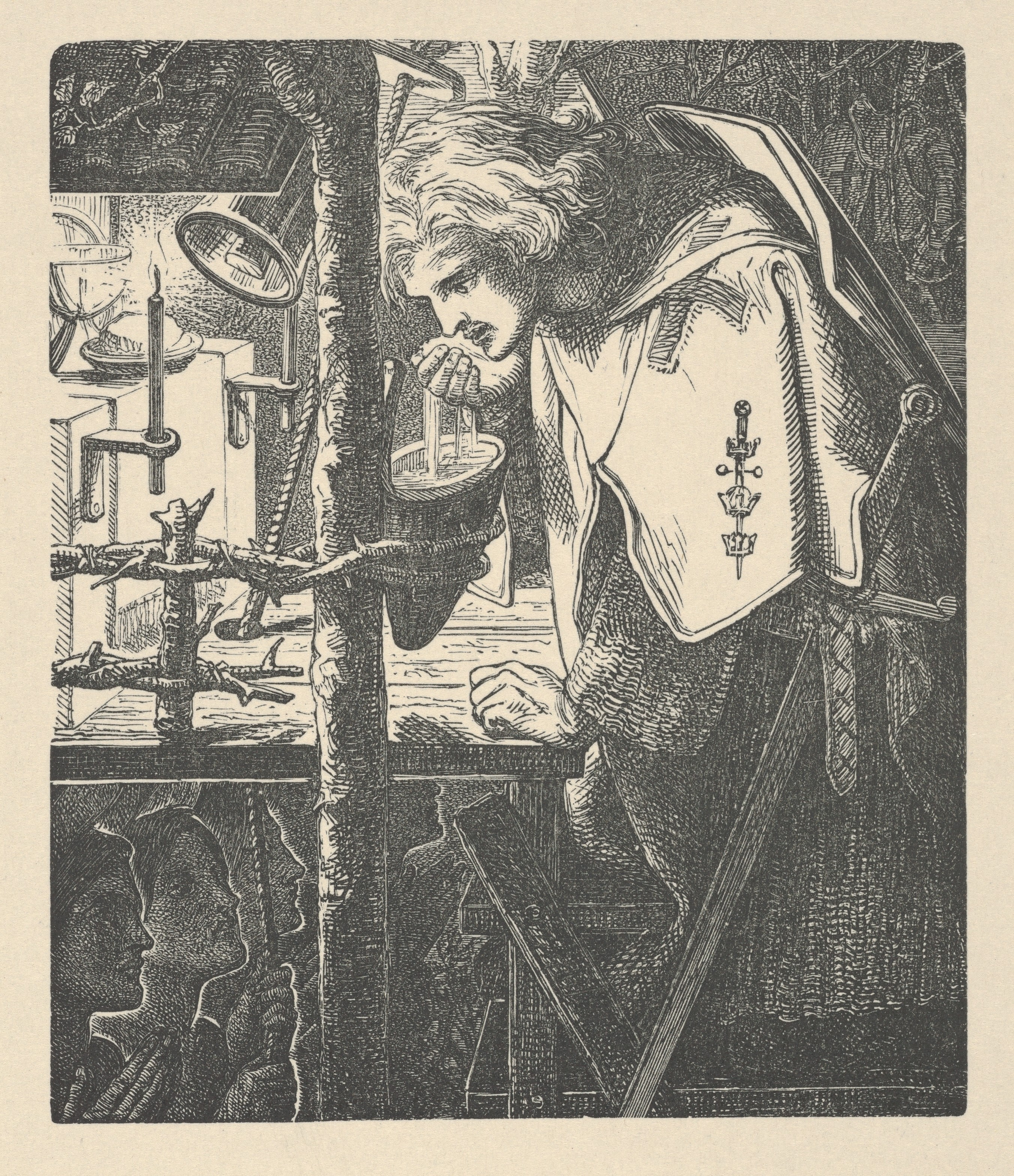
Sir Galahad, bois d'après Dante Gabriel Rossetti pour l'édition des Tennyson's Poems (New York, 1903) — Metropolitan Museum of Art.

D'après George Somes Layard (en) (1911), William James Linton développa son propre style de gravure sur bois, s'inscrivant dans la tradition d'un Thomas Bewick. Profondément attaché à la xylographie, il était proche en cela des idées de John Ruskin, qu'il connaissait, et influença William Morris. Il eut entre autres comme élèves l'illustrateur Walter Crane.

### Livres illustrés
- Charles Dickens, A Christmas Carol. A Ghost Story of Christmas, d'après des compositions de John Leech, Londres, Chapman & Hall, 1844.
- Thirty pictures by deceased British artists, Londres, Art-Union, 1860.
- The Cornhill Gallery, Londres, Smith & Elder, 1864.
- Elizabeth Lynn-Linton, The Lake Country, Londres, Smith & Elder, 1864.
- Louis Figuier, Les Merveilles de la science ou description populaire des inventions modernes, Librairie Furne, Jouvet et Cie, 1868.
- William Cullen Bryant, The Song of the Sower, compositions de Winslow Homer et Harry Fenn (en), New York, Appleton, 1871.
- Alexander et Anne Gilchrist, Life of William Blake, sélection de poèmes par Dante Gabriel Rossetti, Londres, Macmillan, 1880, tome I.
- Golden Apples of Hesperus: Poems not in the Collections, Hamden, Appledore Private Press, 1882, tiré à 225 exemplaires.
- Walter Crane, The Baby's Own Aesop: Being the Fables Condensed in Rhyme with Portable Morals, gravures avec Edmund Evans, Londres et New York, George Routledge & Sons, 1887.
- Hattie Brown [pseudonyme], Catoninetales: A Domestic Epic. A young lady of colour lately deceased at the age of 14, Londres, Lawrence & Bullen, 1891.